# Офтальмохирургия
Офтальмохирургия (глазная хирургия) — комплекс хирургических методик, направленных на восстановление функций зрения, нарушенных вследствие катаракты, глаукомы и других патологий глаза.
Попытки хирургического лечения глазных заболеваний известны с древних времен. Так, ещё в Древнем Египте проводилась реклинация мутного хрусталика. Первые микрохирургические операции проводились с извлечением мутного хрусталика вместе с его капсулой. В дальнейшем были разработаны методика сохранения собственной капсулы хрусталика для последующей имплантации в неё интраокулярной линзы, а также методы пластической офтальмохирургии.
На сегодняшний день методы офтальмохирургии подразделяются на:
- хирургические вмешательства — иридотомия, гониотомия, иридоциклоретракция, синусотрабекулотомия, синустрабекулоэктомия, Остео-одонто-кератопротезирование, операции на прямых мышцах глаза и удаление помутневшего хрусталика;
- лазерные вмешательства — иридэктомия, фотомидриаз, гониопунктура, трабекулопластика, циклотрабекулоспазис и др.;
- неперфорирующие вмешательства.